# Trhový Štěpánov
Trhový Štěpánov (deutsch Markt Stiepanau) ist eine Stadt in Tschechien. Sie liegt zehn Kilometer östlich von Vlašim und gehört zum Okres Benešov.

## Geographie
Trhový Štěpánov befindet sich linksseitig des Štěpánovský potok in der Böhmisch-Mährischen Höhe. Westlich verläuft die Trasse der Autobahn D 1, an der bei Soutice die nächste Abfahrt liegt.
Nachbarorte sind Dalkovice und Štěpánovská Lhota im Norden, Černýš und Soutice im Nordosten, Rýzmburk, Kalná und Hulice im Osten, Dubějovice und Keblov im Südosten, Javorník im Süden, Chlum im Südwesten, Rataje, Pavlovice und Kladruby im Westen sowie Tehov im Nordwesten.

## Geschichte
Der Ort wurde wahrscheinlich um 995 durch den Vladiken Štěpán vom Stamme der Zličany gegründet, der die Feste Štěpánov errichten ließ. Seit 1108 gehörte Štěpánov zur Burgherrschaft Leštna nad Sázavou und im Jahre 1126 erfolgte die urkundliche Ersterwähnung. 1235 erwarben die Sternberger den Ort und ab 1250 gehörte er dem Bistum Prag. Nach Goldfunden kamen 1249 deutsche Bergleute nach Štěpánov, insgesamt wurden 43 Bergmannsfamilien ansässig. Bischof Tobias von Bechin erteilte Štěpánov 1290 die Stadtrechte. Im 14. Jahrhundert war Štěpánov ein bedeutender Handelsplatz. Östlich der Stadt wurden an den Černé skály im Tal des Štěpánovský potok Goldbergwerke betrieben. In dieser Zeit wurde Štěpánov Dekanatssitz, dem 64 Pfarren unterstellt waren. Die Stadt hatte etwa 800 – 1000 Einwohner und bestand aus 82 Häusern. In Štěpánov bestanden acht Brauereien und 21 Gasthäuser. Als 1390 der Goldbergbau eingestellt wurde, verarmte die Stadt und die Bergleute zogen fort. 1406 verlieh Zbynko Zajíc von Hasenburg Štěpánov weitere Privilegien, unterstellte die Stadt aber dem Burgvogt in Řečice. Im Zuge seiner Predigt auf dem Kostelík bei Kladruby besuchte Jan Hus die Stadt. Nachdem der Prager Erzbischof Konrad von Vechta 1422 zu den Hussiten übergetreten war, gelangte Štěpánov an verschiedene weltliche Besitzer und kam 1436 an das Erzbistum zurück. Im selben Jahre schenkte Kaiser Sigismund Štěpánov zusammen mit Keblov, Javorník, Chlum, Lhota, Hulice, Nesměřice, Křivsoudov, Černčice und Strojetice seinem Gefolgsmann Nikolaus Trčka von Lípa.
Im 16. Jahrhundert wechselten die Besitzer in rascher Folge und 1596 erwarb Petr Karel Holický von Sternberg die Stadt. Während des Dreißigjährigen Krieges litt Štěpánov unter Truppendurchzügen und Plünderungen. Wenig später brach eine Pestepidemie aus. 1664 verkaufte Jiří Holický den Besitz an Ignaz Bohumír Ritter von Housson. Vier Jahre später kaufte Maximiliana Gräfin Spaar von Waldstein Štěpánov und 1687 erwarb Franziska Benigna Gräfin Weissenwolf die Stadt. Nachfolgend wurden die Fürsten von Auersperg Besitzer von Štěpánov. 1741 vernichtete ein Stadtbrand das Schloss und 40 Häuser.
Nach der Aufhebung der Patrimonialherrschaften gehörte die Stadt ab 1849 zum Bezirk Vlašim. Zwischen 1854 und 1865 litt Štěpánov an den Folgen mehrerer Missernten. 1865 zerstörte ein Stadtbrand 21 Häuser. Bei der Volkszählung von 1890 bestand Štěpánov aus 211 Häusern und hatte 1220 Einwohner. 1902 wurde die Lokalbahn von Beneschau nach Wlaschim über Štěpánov bis Unterkralowitz verlängert. Seit 1912 führt die Stadt zur Unterscheidung von anderen Orten den Namen Trhový Štěpánov. Durch den Bau der Talsperre Švihov und der Überflutung der alten Stadt Dolní Kralovice ist Trhový Štěpánov seit 1974 Endpunkt der Eisenbahnstrecke von Benešov.

## Stadtgliederung
Die Stadt Trhový Štěpánov besteht aus den Ortsteilen Dalkovice (Dalkowitz), Dubějovice (Dubejowitz), Sedmpány (Sedumpan), Štěpánovská Lhota (Stiepanau Lhota), Střechov nad Sázavou (Strechow an der Sasau) und Trhový Štěpánov (Markt Stiepanau).
Das Gemeindegebiet gliedert sich in die Katastralbezirke Dalkovice, Dubějovice, Sedmpány, Střechov nad Sázavou und Trhový Štěpánov.

## Sehenswürdigkeiten
- Kirche St. Bartholomäus
- Museum

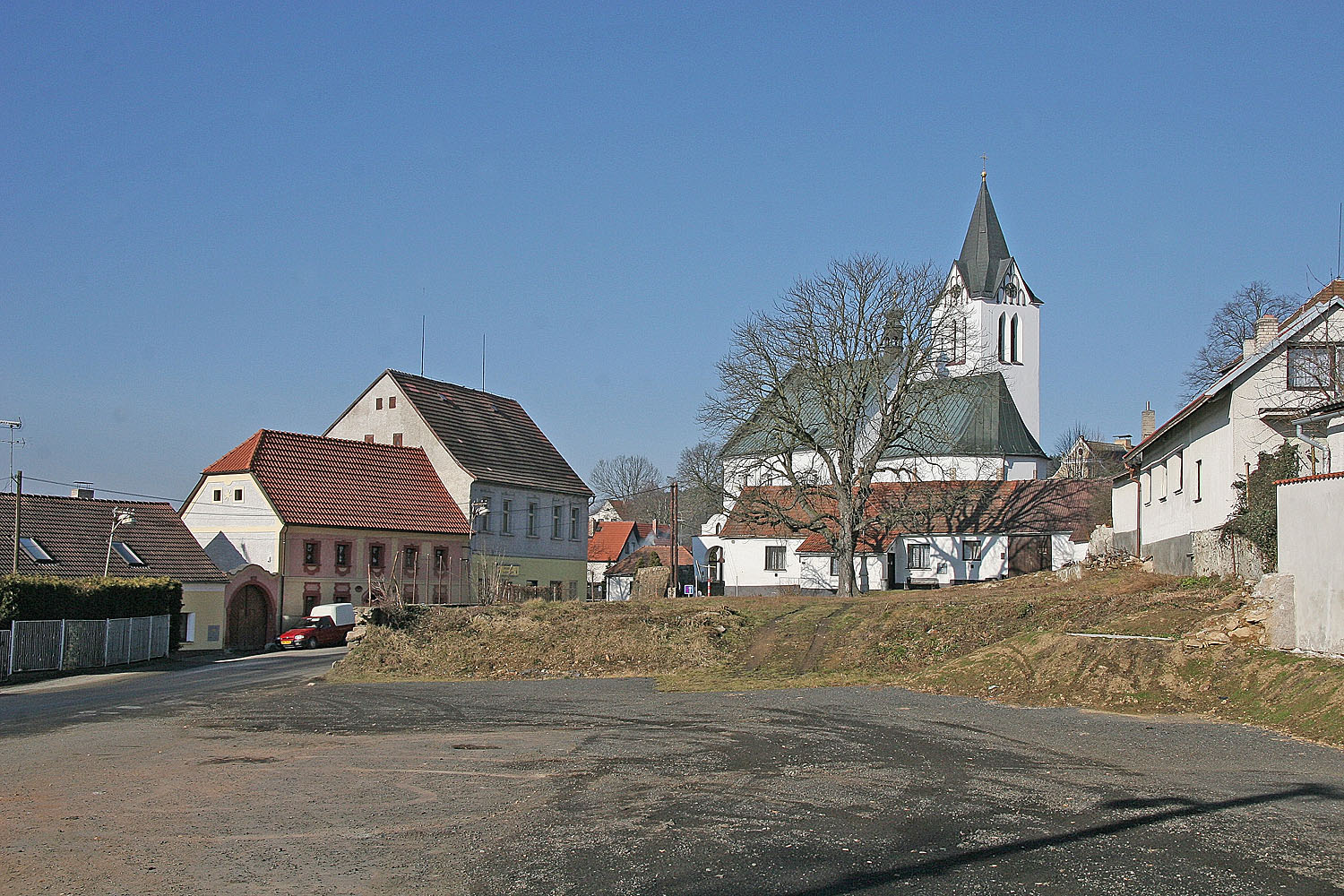
Die St.-Bartholomäus-Kirche

- Jüdischer Friedhof, südlich der Stadt
- Statue des hl. Johannes von Nepomuk
- Kapelle Mariä Himmelfahrt in Sedmpány, 1998 geweiht